# Siphosturmia maltana
Siphosturmia maltana är en tvåvingeart som beskrevs av Henry J. Reinhard 1951. Siphosturmia maltana ingår i släktet Siphosturmia och familjen parasitflugor. Inga underarter finns listade i Catalogue of Life.